# Djúpivogur

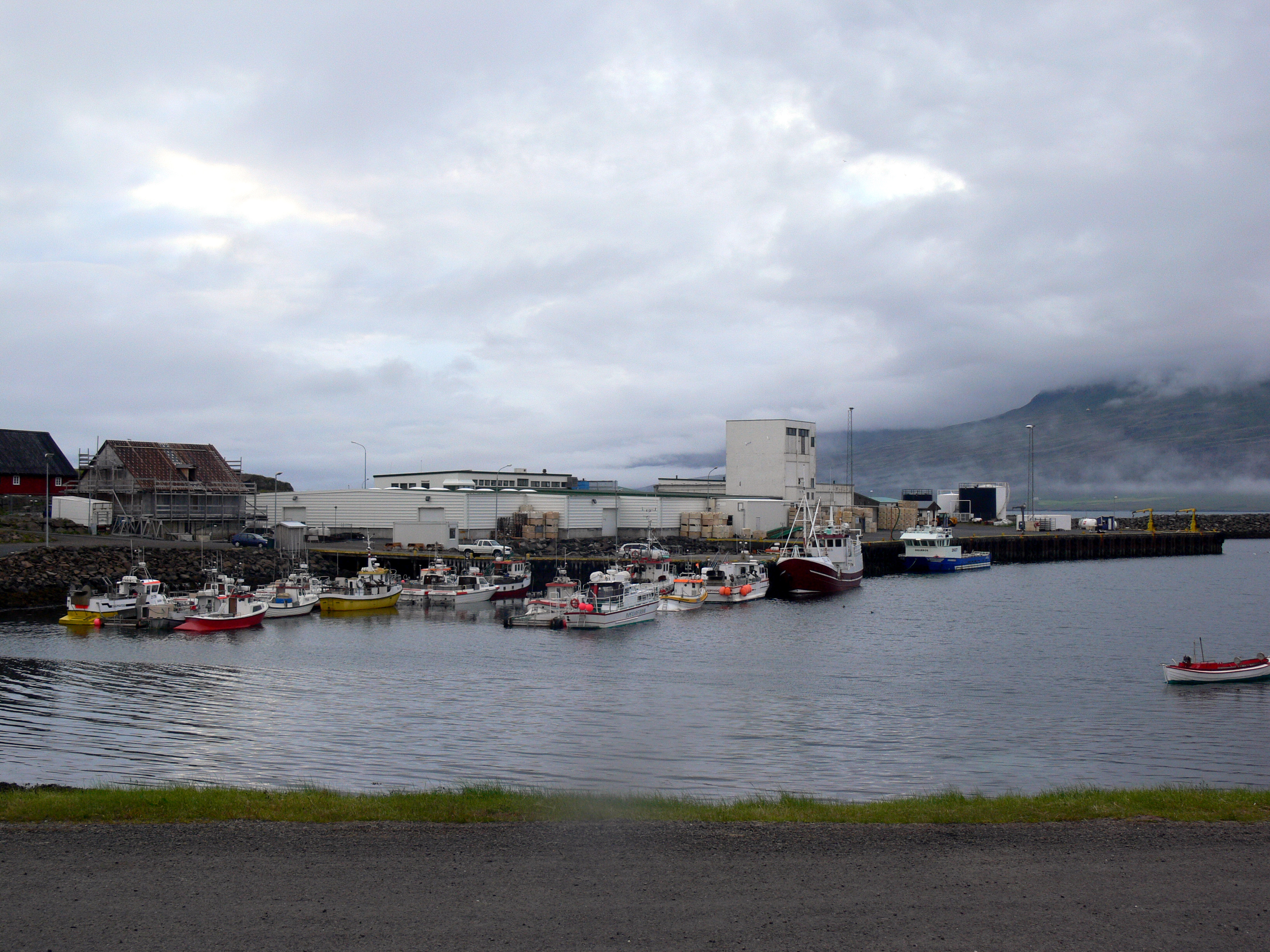
Djúpivogur

Djúpivogur är en ort i Austurland i Island med 348  invånare.
Terrängen runt Djúpivogur är varierad. Den högsta punkten i närheten är Búlandstindur, 1 069 meter över havet, 7,5 km nordväst om Djúpivogur. 
Inlandsklimat råder i trakten. Årsmedeltemperaturen i trakten är 1 °C. Den varmaste månaden är augusti, då medeltemperaturen är 10 °C, och den kallaste är januari, med −5 °C.